# Kościół św. Jana Na Praniu w Pradze
Kościół Świętego Jana Na Praniu (czes. Kostel sv. Jana Na Pràdle) – zabytkowy kościół w Pradze, w dzielnicy Malá Strana.
Wzniesiony w XIII wieku na miejscu jeszcze starszego kościoła. Wielokrotnie przebudowywany. W XVIII wieku miała miejsce kasacja kościoła i założonego w jego sąsiedztwie w XVII w. szpitala. W budynku urządzono pralnie, skąd pochodzi obecna nazwa kościoła. Przed kościołem w roku 1938 ustawiono przeniesiony z Placu Karola, posąg św. Jana Nepomucena, autorstwa Jana Brokoffa.